# Robert Egevang
Robert Egevang (1. juli 1939 på Frederiksberg – 19. december 2008 i København) var en dansk historiker og museumsmand.
Robert Egevang blev uddannet cand.mag. i historie fra Københavns Universitet 1966. Allerede som student blev Egevang fra 1964 knyttet til Det Særlige Bygningssyn under Harald Langberg, og han viede sit liv til studiet af dansk arkitektur og bygningskultur. Egevangs virkefelt blev udarbejdelsen af bevaringsplaner for danske købstæder. Dette arbejde blev gradvist lagt ind under Nationalmuseet, hvor Langberg blev leder af 2. afdeling. 1969-1989 var Egevang museumsinspektør her. De tidligste registranter, der kom ud af dette kortlægningsarbejde, var anonymiserede, bl.a. Historiske huse i det gamle København (1972) og Historiske huse i Helsingør (1973), men de var afgørende præget af Egevang. Udgivelsen af registranter kulminerede i slutningen af 1970'erne. I 1993 blev kronen på værket udgivet af Foreningen til Gamle Bygningers Bevaring, Historiske huse på Christianshavn. Siden 1972 havde han været sekretær for denne forening. Egevang fik stor betydning for både bevaring af bykerner og etablering af lokale bevaringsforeninger, således i fx Sorø. Bornholm lå hans hjerte nær, og en stor del af hans forskningsindsats angår denne ø, særligt byerne Rønne og Svaneke.
1979-1981 var han redaktør af tre værker: Strejflys over Danmarks bygningskultur. Festskrift til Harald Langberg (1979), Danefæ: Til Hendes Majestæt Dronning Margrethe II 16. april 1980 (1980) og slutteligt Det skabende menneske I-II. Kulturhistoriske skitser tilegnet P.V. Glob (1981). Hans virke i 1980'erne blev i høj grad redaktørens, bl.a. på Nationalmuseets Arbejdsmark og Danske Kalkmalerier (sammen med Ulla Haastrup). I 1989 blev Egevangs stilling sparet væk. 1990 til 2005 var han freelanceredaktør for tre københavnske forlag. Samtidig stod han for redaktionen af syv bøger om dansk bygningskultur.
Egevang døde kort før jul 2008 som følge af en uopdaget sprængt hovedpulsåre. Sagen blev omtalt i Berlingske Tidende som en sag i rækken af sager, der rummede kritik af vagtlægesystemet i Danmark. Han er begravet på Holmens Kirkegård i København.